# Јадранско-јонскa иницијатива
Јадранско-јонска иницијатива има осам земаља чланица: Албанија, Босна и Херцеговина, Хрватска, Грчка, Италија, Црна Гора, Словенија и Србија. Јадранско-јонска иницијатива основана је на самиту у мају 2000. године у Анкони, када су министри спољних послова Р. Албаније, БиХ, Р. Хрватске, Грчке, Р. Италије и Р. Словеније усвојили Декларацију из Анконе, којом се промовише дијалог и сарадња између земаља чланица.
Р. Србија учествује у раду Јадранско–јонске иницијативе од 2000. године, када је СР Југославија примљена у пуноправно чланство. Након престанка постојања државне заједнице Србија и Црна Гора, Србија је наставила чланство у Јадранско-јонској иницијативи, по принципу сукцесије.